# Guadalupe (rzeka)
Guadalupe – rzeka w Stanach Zjednoczonych, w Teksasie. Bierze swoje źródła w hrabstwie Kerr i uchodzi do Zatoki Meksykańskiej. Liczy 370 km długości. Jest to popularne miejsce uprawiania raftingu, wędkarstwa i kajakarstwa. Większe miasta położone nad rzeką to: Kerrville, New Braunfels, Seguin, Gonzales, Cuero i Victoria.
Na rzece znajduje się kilka tam, w tym Canyon Dam, która tworzy Jezioro Canyon.